# Strigea elegans
Strigea elegans är en plattmaskart. Strigea elegans ingår i släktet Strigea och familjen Strigeidae. Inga underarter finns listade i Catalogue of Life.